# Ptičie
Ptičie je obec na Slovensku v okrese Humenné. Žije zde 638 obyvatel. 

## Poloha
Ptičie se nachází pod Vihorlatskými vrchy v údolí Ptavy. Ze severu je ohraničené vrchem Humenská (a NPR Humenská) na severozápadě se nachází NPR Humenský Sokol a na jihu a jihovýchodě se rozprostírá pohoří Vihorlat s nejvyšším vrchem tohoto regionu Vihorlat, který má nadmořskou výšku 1 074 m n. m.

## Dějiny
V historických pramenech je Ptičie jako osada uváděná od roku 1273, jako obec od roku 1451. V kronice se uvádí i hrad Peteche, ten však časem zanikl. Podle tradice stál v lokalitě Sobutka. Od 17. století do poloviny 19. století patřilo Ptičie Csákyovcům, a Szapáryovcům. Obyvatelé obce se živili převážně prací v lesích a obdělávání půdy. Koncem 19. století a začátkem 20. století tu měli statky Andrássyovci, a to včetně lázní Szirtalja, které navštěvovali mnozí lidé z okolí. Lázně se nacházeli na místech dnešní opuštěné restaurace na Podskalské. V letech 1900-1910 se mnoho obyvatel vystěhovalo za prací do USA, Kanady či Argentiny. V obci Ptičie se narodila slovenská matka slavného amerického herce Paula Newmana Terézia Fecková (1899–1982).